# Parma
Parma – miasto i gmina w północnych Włoszech, w regionie Emilia-Romania, w prowincji Parma. 174 tys. mieszkańców (2004). Stolica prowincji. Została założona w 183 p.n.e., jako kolonia rzymska. W latach 1545–1860 Parma była stolicą Księstwa Parmy rządzonego przez dynastię Farnese, a następnie Burbonów.
W mieście znajduje się wiele cennych zabytków. Parma jest ojczyzną dwóch wybitnych malarzy renesansowych – Correggia i Parmigianina. Z Parmy pochodzi najsłynniejszy ser włoski – parmezan, a Parma Calcio 1913 jest najbardziej utytułowanym klubem piłkarskim wywodzącym się z tego miasta. Lotnisko w Parmie nosi imię Giuseppe Verdiego (skrót IATA – „PMF”).

## Historia
Miasto zostało prawdopodobnie założone i nazwane przez Etrusków, od nazwy parma (okrągłe pola). W 183 p.n.e. miasto podobnie jak sąsiedzka Modena, zostało kolonią rzymską. Rzymianie osiedlili tu 2000 rodzin. Parma była ważna, ponieważ położona była blisko skrzyżowania Via Aemilia i Via Claudia. W mieście było forum (w miejscu obecnego Skweru Garibaldiego). W 44 p.n.e. miasto zostało zniszczone, a odbudował je cesarz August. W czasie cesarstwa miasto otrzymało tytuł Julia za swoją lojalność domowi cesarskiemu.
Parmę oblegał Attyla, po upadku Rzymu, dostało się barbarzyńskiemu królowi Odoakrowi i jego ludziom. W czasie wojny gockiej zostało zniszczone przez Totilę. W czasach panowania bizantyjskiego miastu zmieniono nazwę na Chrysopolis, Złote miasto – pewnie ze względu na obecność w mieście skarbów armii. Od 569 Parma była częścią Królestwa Lombardii. W średniowieczu Parma stała się ważnym przystankiem na Via Francigena, głównej drodze łączącej Rzym z Europą Północną. Aby zwiększyć bezpieczeństwo pielgrzymów wybudowano wtedy kilka zamków, szpitali i innych budynków.
W 774 pod rządami Franków, Parma została stolicą hrabstwa. Jak większość miast północnych Włoch, nominalnie była częścią cesarstwa Karola Wielkiego, ale rządzona była przez biskupów (pierwszym był Guidobus). W czasie konfliktu między papiestwem a cesarstwem, Parma poparła cesarza. Dwóch z biskupów Parmy zostało antypapieżami; Cadalu, fundator katedry został Honoriuszem II, i Wibert został Klemensem III. Około 1140 Parma była prawie niezależna. Po pokoju w Konstancji w 1183, pogłębił się konflikt między miastem a jego sąsiadami (Reggio Emilia, Piacenza i Cremona).
W latach 1213–1248 miasto podzielił konflikt wewnętrzny. W 1248 Parmę bezskutecznie oblegał cesarz Fryderyk II Hohenstauf. W 1341 miasto zostało podporządkowane Mediolanowi. Po krótkim okresie niezależności podczas rządów rodziny Terzi (1404-1409), rodzina Sforza przejęła rządy (1440-1449) poprzez podległe sobie rodziny Pallavicino, Rossi, Sanvitale i Da Correggio. Był to czas wzmożonej budowy zamków i wież obronnych w mieście i jego okolicach. Dobra rodzinne przekształciły się w niepodległe małe państwa. Landi w latach 1257–1682 rządzili doliną Taro, Pallavicino – wschodnią częścią dzisiejszej prowincji ze stolicą w Busseto. W Parmie system feudalny zachował się dłużej niż w innych częściach Włoch; np. Solignano należało do rodziny Pallavicino do 1805, a San Secondo należało do rodziny Rossi do XIX wieku.

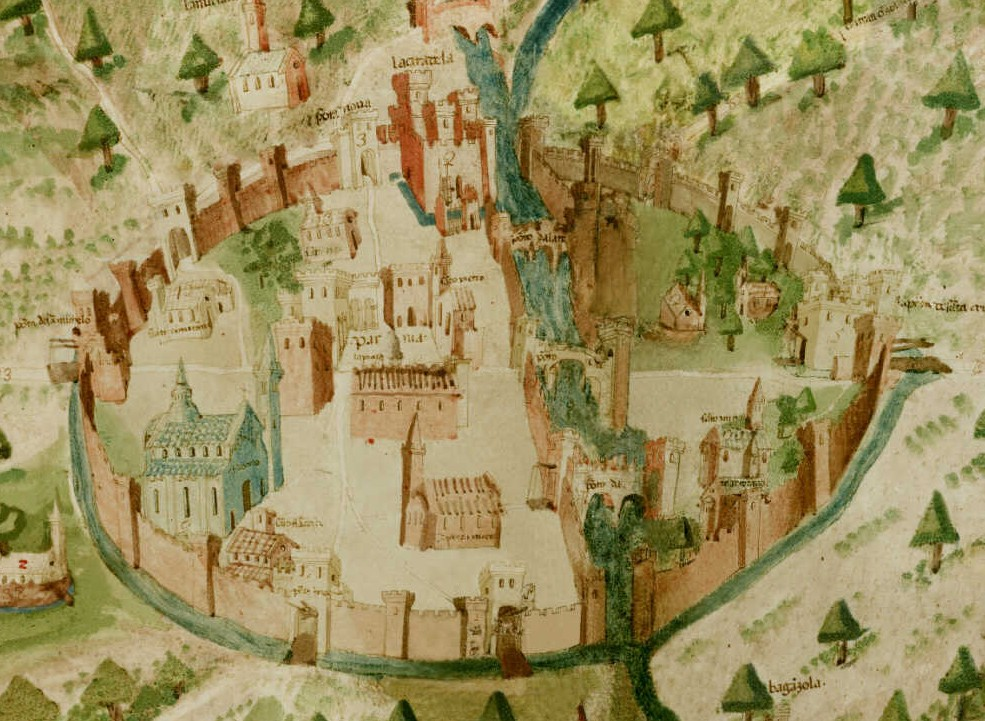
Parma w XV wieku

W XIV i XV wieku Parma znajdowała się w centrum wojen włoskich. Bitwa pod Fornuovo miała miejsce na terytoriach Parmy. W latach 1500–1521 miasto znajdowało się w rękach Francuzów, tylko na krótko (1512-1515) było częścią terytoriów papieskich. Po wycofaniu się Francuzów, do 1545 Parma została częścią ziemi papieża. W 1545 papież z rodu Farnese – Paweł III, połączył Parmę i Piacenzę i podniósł do rangi księstwa, a następnie przekazał swojemu nieślubnemu synowi – Piotrowi Ludwikowi Farnese. Potomkowie Piotra Ludwika rządzili Parmą do 1731, kiedy zmarł ostatni męski potomek rodu Farnese – Antonio (1679-1731). Państwo skonsolidował Ottavio II Farnese (1547-1586), odnowił miasto i zrobił z niego stolicę małego, ale bogatego państwa.
W 1731 księstwo Parmy i Piacenzy trafiło do rąk królów Hiszpanii z dynastii Burbonów. Elżbieta Farnese była żoną króla Filipa V. Pod nowymi rządami miasto straciło znaczenie, w 1734 cała kolekcję dzieł sztuki z pałaców książęcych z Parmy, przewieziono do Neapolu. Po pokoju w Akwizgranie w 1748, Parma znalazła się w strefie wpływów Francji. Premier Guillaume Du Tillot zmodernizował księstwo, ale narobił sobie przy tym wielu wrogów. Stworzył podstawy pod nowoczesny przemysł i walczył z feudalnymi przywilejami Kościoła. W tym czasie powstały biblioteki, muzea, galerie i ogród botaniczny oraz Królewska Szkoła Malarska pod kierunkiem Giambattisty Bodoniego.
Podczas wojen napoleońskich (1802-1814), Napoleon obalił Burbonów, a Parma była częścią departamentu Taro. 24 kwietnia 1808 pod francuską nazwą Parme została przyznana za zasługi Charlesowi Lebrunowi, księciu Placencji. Kongres wiedeński, który miał przywrócić status quo sprzed wojen, uznał, że Parma nie trafi z powrotem do rąk Burbonów. Miała pozostać własnością wdowy po Napoleonie – cesarzowej Marii Ludwiki aż do jej śmierci. Cesarzowa zmarła w 1847, Parma wróciła do księcia Karola II. Już 15 września 1849 książę został obalony, władzę przejął Carlo Farini, Burbonowie odzyskali tron, ale na krótko. W 1860 w plebiscycie mieszkańcy zdecydowali o przyłączeniu byłego księstwa do powstającego Królestwa Włoch. Utrata funkcji stolicy, spowodowała kryzys ekonomiczny i społeczny w Parmie. W 1859 po rozpoczęciu współpracy z Piacenzą i Bolonią, i w 1883 – z Fornuovo i Suzzara, Parma odzyskała znaczenie jako ośrodek przemysłowy.

## Zabytki

### Kościoły

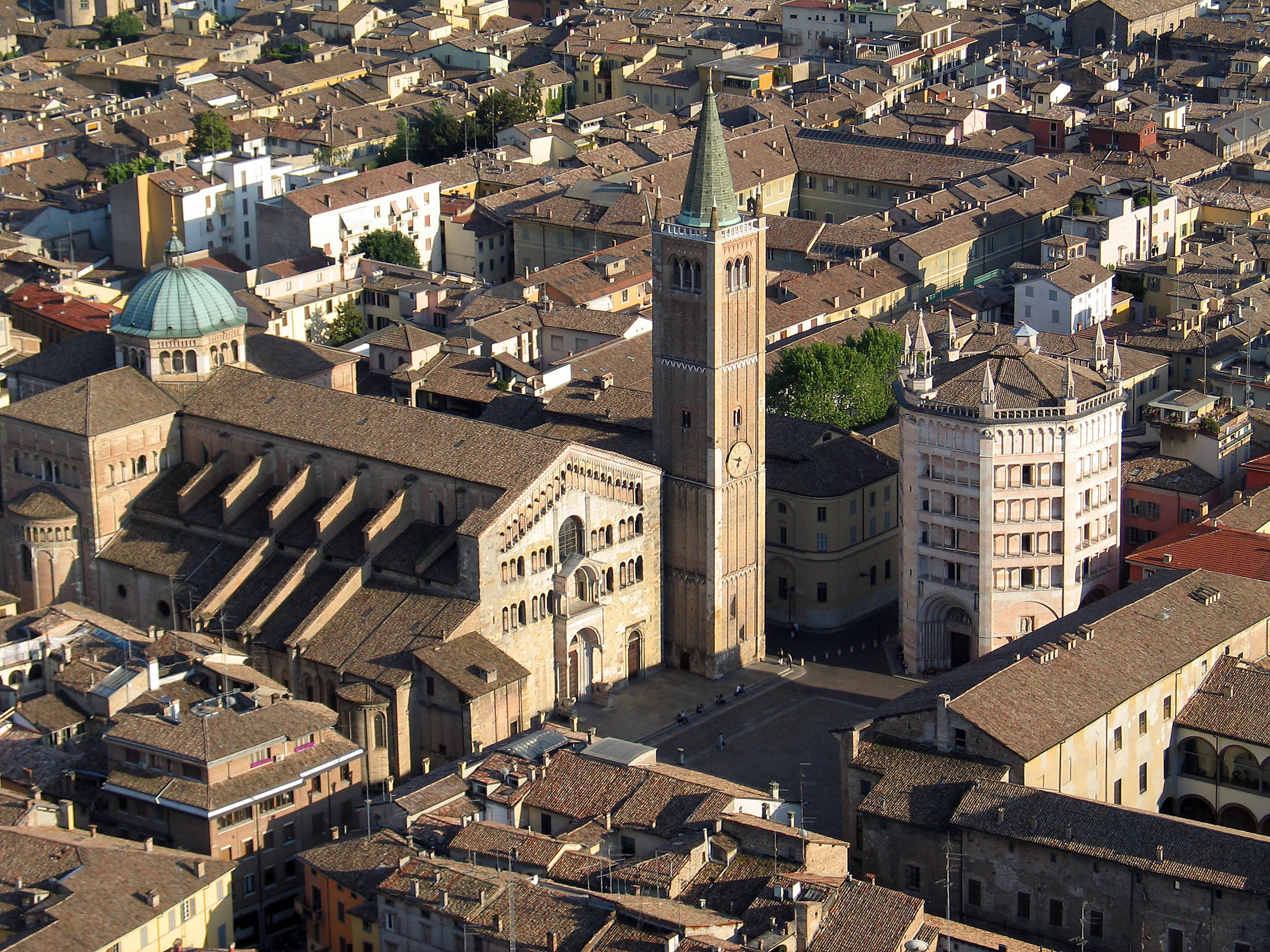
Katedra i baptysterium w Parmie

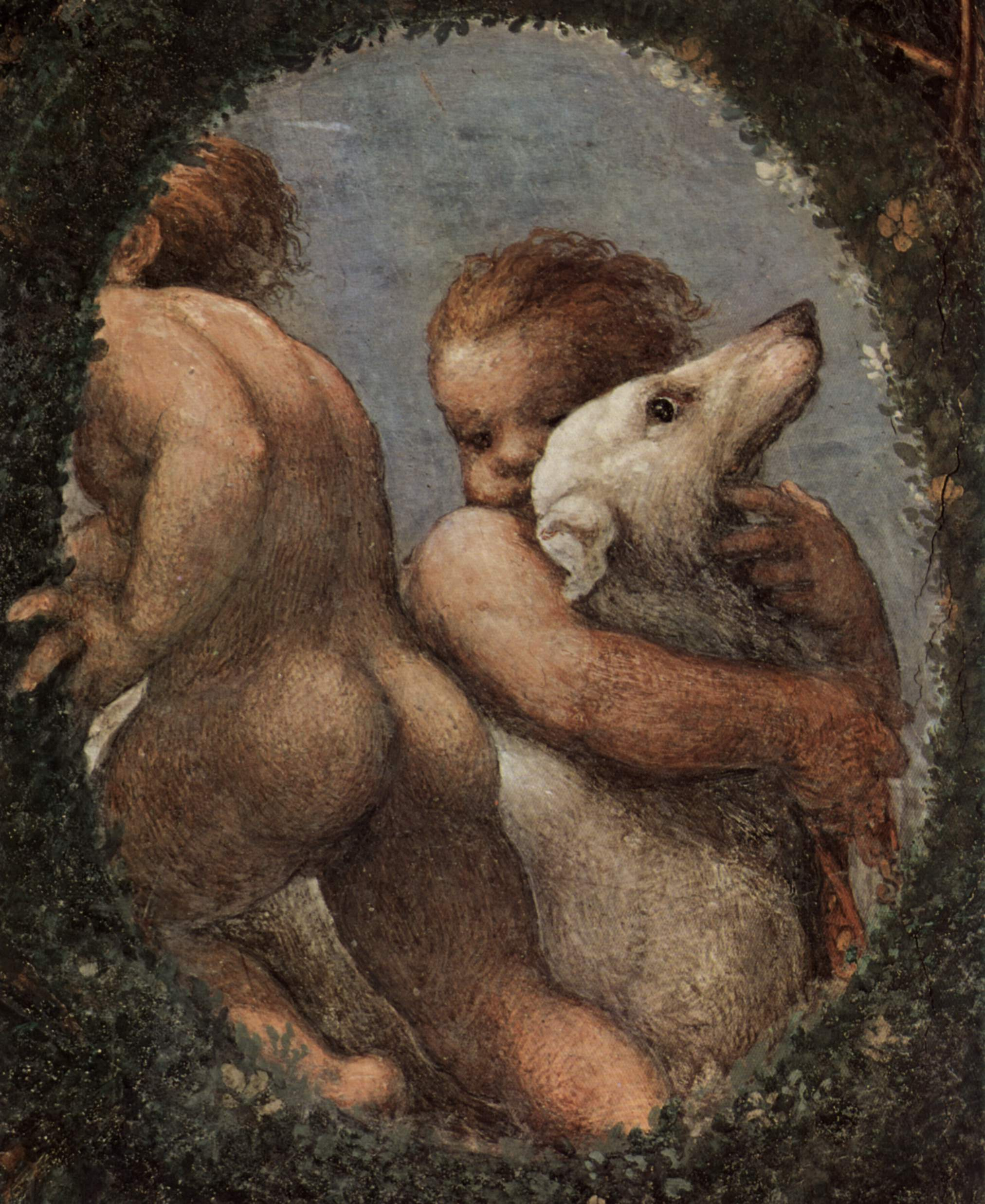
Fragment fresku Correggia z Camera di San Paolo

- Katedra romańska, w której znajdują się: XII-wieczna rzeźba Benedetto Antelami i XVI-wieczne freski Antonio da Correggio; katedra jest siedzibą biskupa parmeńskiego.
- Baptysterium, przyległe do katedry, jego budowę rozpoczął Antelami w 1196.
- Kościół św. Jana Ewangelisty, powstały w latach 1498–1510 za absydą katedry. Ma barokową fasadę i wieżę. Wybudowany na planie krzyża łacińskiego z trzema nawami. W latach 1520–1522 Correggio ozdobił wnętrze kopuły freskami przedstawiającymi wizje św. Jana Ewangelisty. Parmigianino ozdobił freskami wnętrze kaplicy. Warte zobaczenia są też krużganki i stary ogród warzywny benedyktynów. W bibliotece znajdują się księgi z XV i XVI wieku.
- Sanktuarium Santa Maria della Steccata,
- Klasztor benedyktyński św. Pawła, ufundowany w XI wieku. W środku, w Camera di San Paolo, znajdują się bezcenne freski Corregia oraz Alessandro Araldi.
- Kościół gotycki pod wezwaniem San Francesco del Prato, pochodzący z XIII wieku. Do lat 90. XX wieku pełnił funkcję miejskiego więzienia.

### Pałace
- Palazzo della Pilotta, powstały w 1583. W pałacu znajduje się Akademia Sztuk Pięknych z parmeńską szkołą malarstwa, Biblioteka Książęca, Galeria Narodowa, Muzeum Archeologiczne, Muzeum Bodoni i Teatr Farnese.
- Pałac Książęcy, wybudowany w 1561 dla księcia Ottavio Farnese, zaprojektowany przez Jacopo Barozzi da Vignola. Powstał na miejscu dawnego zamku rodziny Sforza, w XVII-XVIII wieku został rozbudowany. Kompleks pałacowy zawiera również Palazzo Eucherio Sanvitale z interesującymi dekoracjami Gianfrancesco d’Agrate z XVI wieku i freskami Parmigianino. Kompleks pałacowy zawiera też park książęcy zaprojektowany przez Vignolę, w 1749 zamieniony w ogród w stylu francuskim.
- Palazzo del Comune, wybudowany w 1627.
- Palazzo del Governatore, wybudowany w XIII wieku.
- Pałac biskupi, wybudowany w 1055.
- Ospedale Vecchio, Stary Szpital, wybudowany w 1250 i następnie przebudowany w stylu renesansowym. W budynku znajdują się państwowe archiwa oraz biblioteka publiczna.

### Inne
- Teatro Farnese wybudowany w całości z drewna w latach 1618–1619 przez Giovana Battista Aleotti. Został zamówiony przez księcia Ranuccio I Farnese z okazji wizyty Kosmy I Medyceusza.
- Cittadella, duża forteca z XVI wieku, wybudowana na rozkaz księcia Alessandro Farnese, blisko starych murów.
- Pons Lapidis, znany jako Most rzymski lub Most Teoderyka, kamienny most rzymski, jego powstanie datuje się na czasy cesarza Augusta.
- Orto Botanico di Parma, ogród botaniczny, część Uniwersytetu Parmeńskiego.
- Teatro Regio, Teatr Królewski, wybudowany w latach 1821–1829 przez Nicola Bettoli. Ma neoklasyczną fasadę i hall. W budynku znajduje się miejska opera.
- Audytorium Niccolò Paganini, zaprojektowane przez Renzo Piano.
- Muzeum Arturo Toscanini, znajduje się w budynku, w którym muzyk się urodził.
- Museo Lombardi, w jego kolekcjach znajdują się pamiątki po cesarzowej Marii Ludwice Austriaczce i jej pierwszym mężu – cesarzu Napoleonie Bonaparte, ważne dokumenty dotyczące księstwa Parmy z XVIII i XIX wieku.

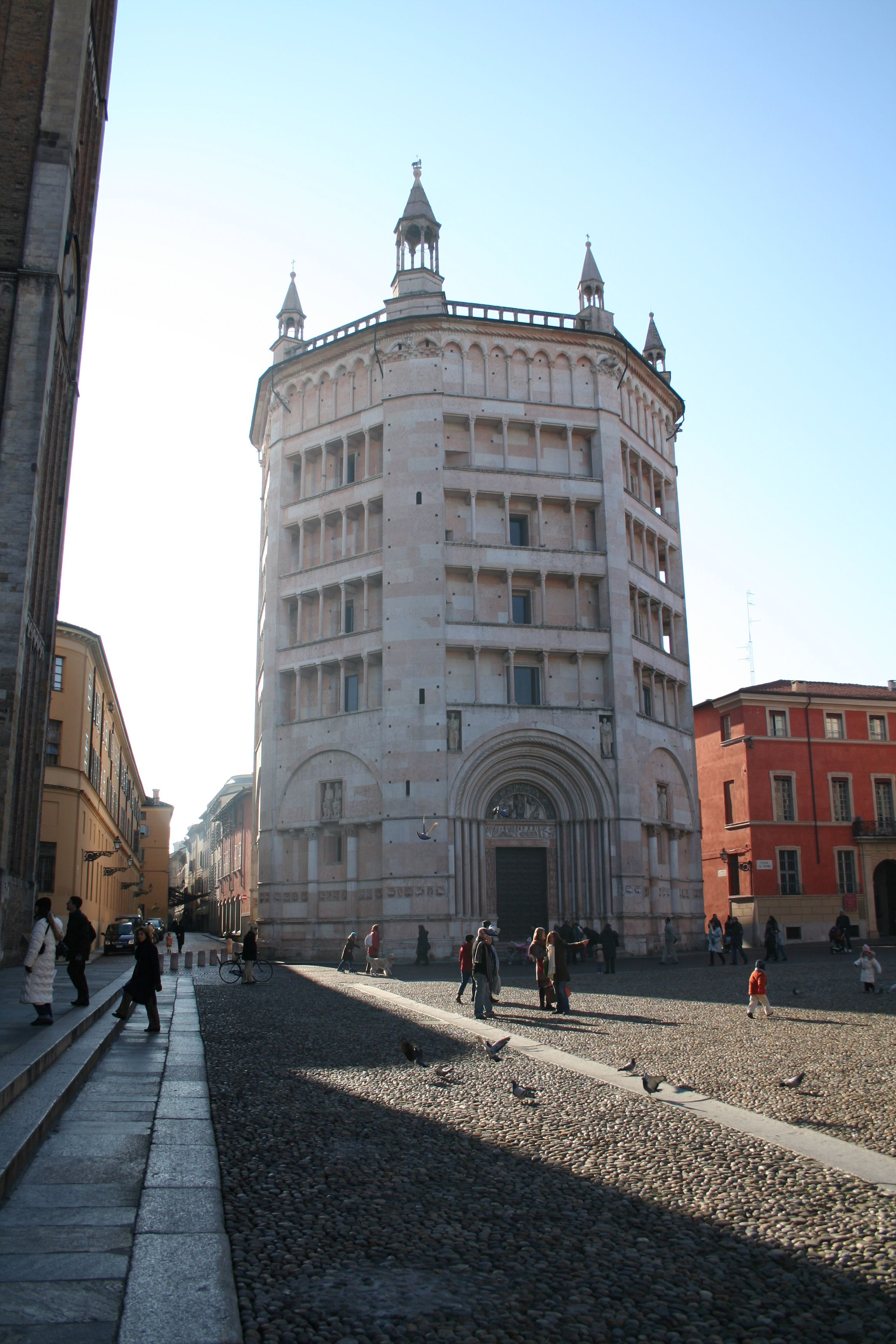
Parmeńskie Baptysterium
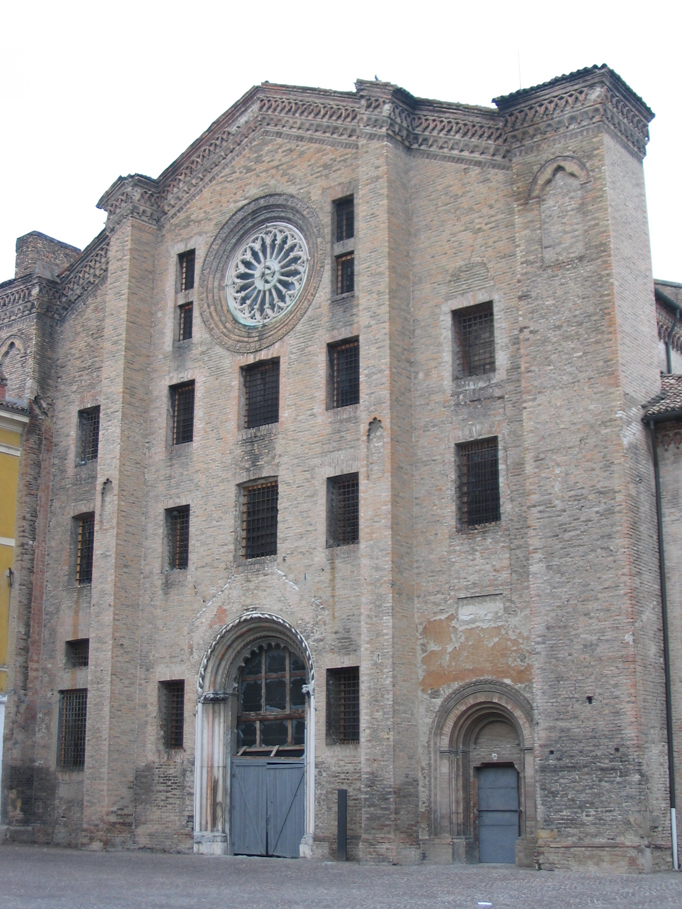
Gotycki kościół San Francesco
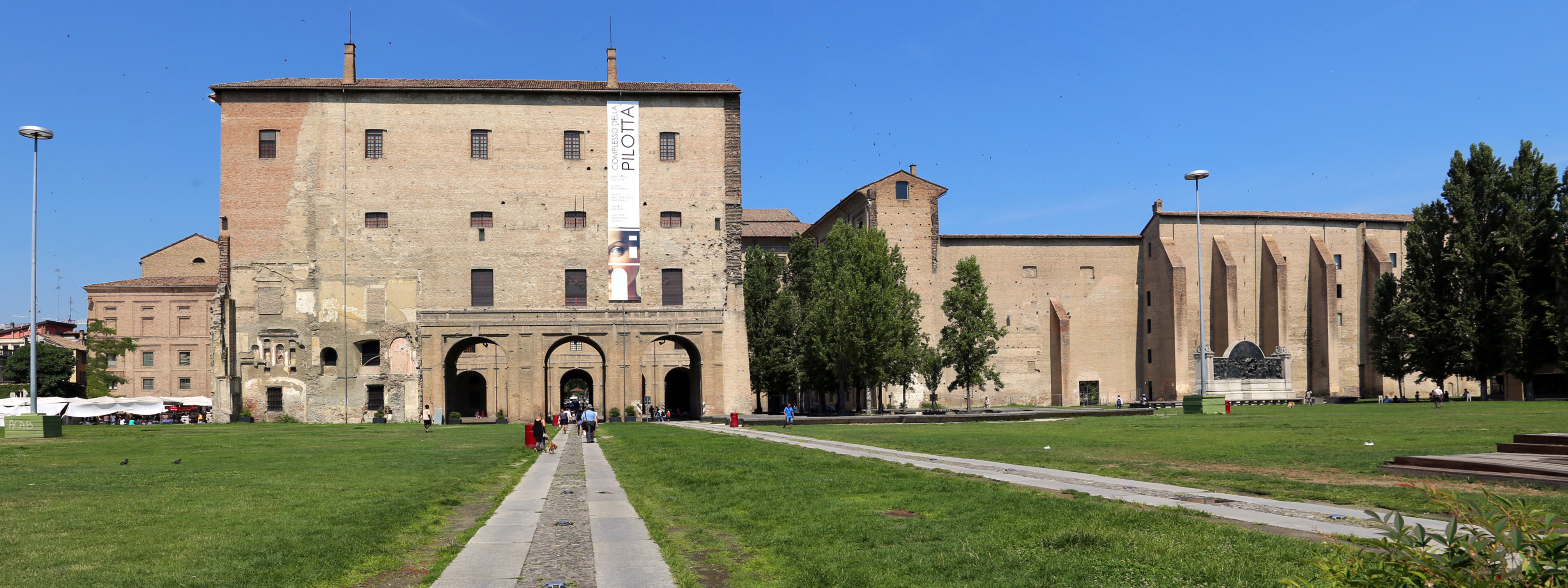
Palazzo della Pilotta
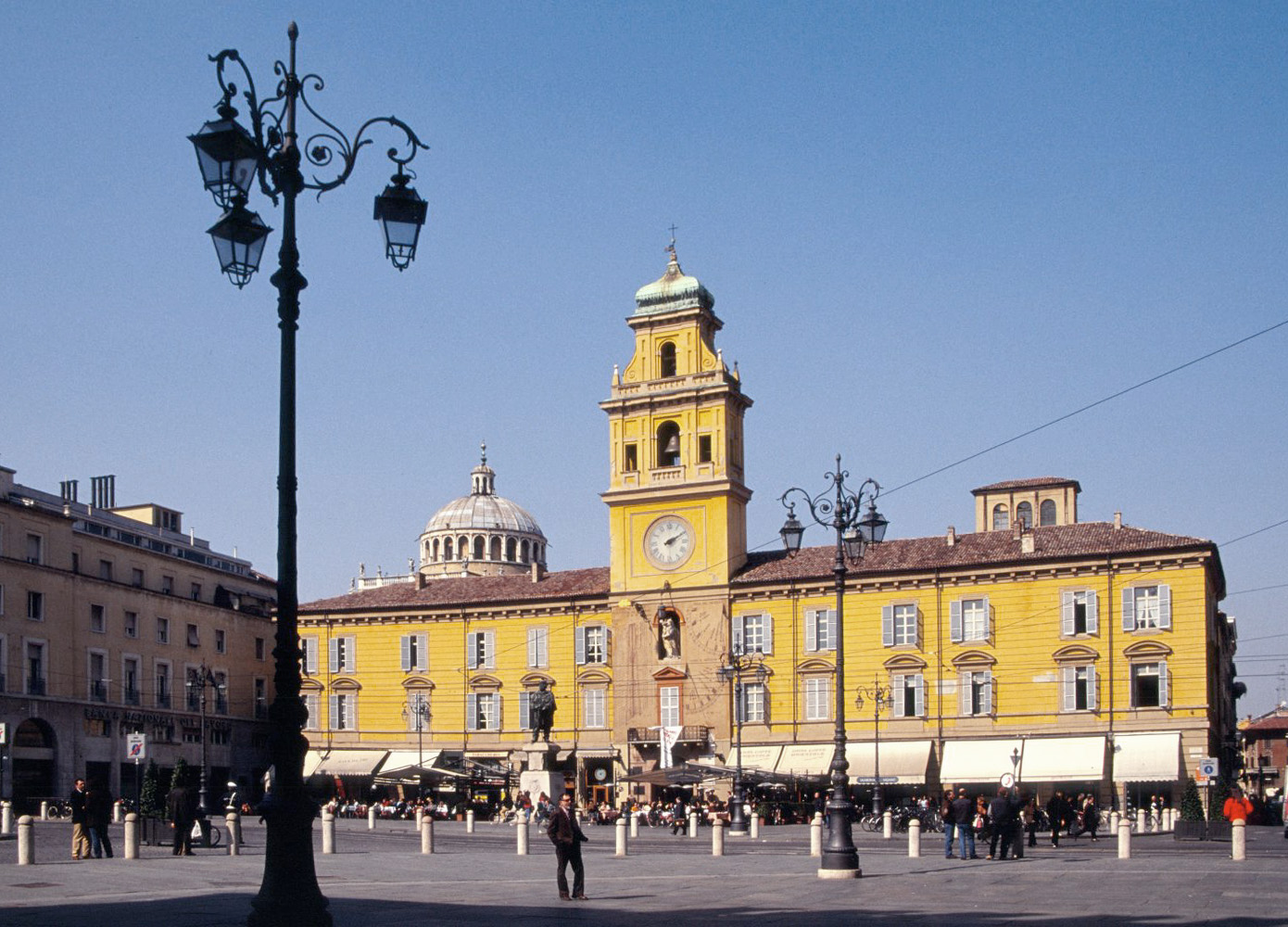
Palazzo del Governatore

## Transport
W mieście znajduje się stacja kolejowa Parma.

## Miasta partnerskie
- Argentyna: Rosario
- ChRL: Shijiazhuang
- Francja: Bourg-en-Bresse, Tours
- Niemcy: Wormacja
- Węgry: Segedyn
- Polska: Łeba